# Fecha (metadato)
El término fecha (date en inglés) es un término de representación usado para especificar una fecha del calendario en el calendario gregoriano. Muchos estándares de representación de datos como XML, XML Schema, Web Ontology Language especifican que debe usarse el formato de fecha ISO 8601.
Es importante no confundir con el término de representación DateAndTime (FechaYHora en español) el cual requiere sea especificada tanto la fecha como la hora.

## Registros de metadatos que usandate
- NIEM
- ebXML
- GJXDM